# Voie hystéroscopique
En médecine, la voie hystéroscopique concerne les interventions qui sont réalisées en passant par les voies naturelles du vagin, du col de l’utérus puis de l'utérus.